# Passiflora chelidonea
Passiflora chelidonea är en passionsblomsväxtart som beskrevs av Maxwell Tylden Masters. Passiflora chelidonea ingår i släktet passionsblommor, och familjen passionsblomsväxter. Inga underarter finns listade i Catalogue of Life.